# Isakas Anolikas

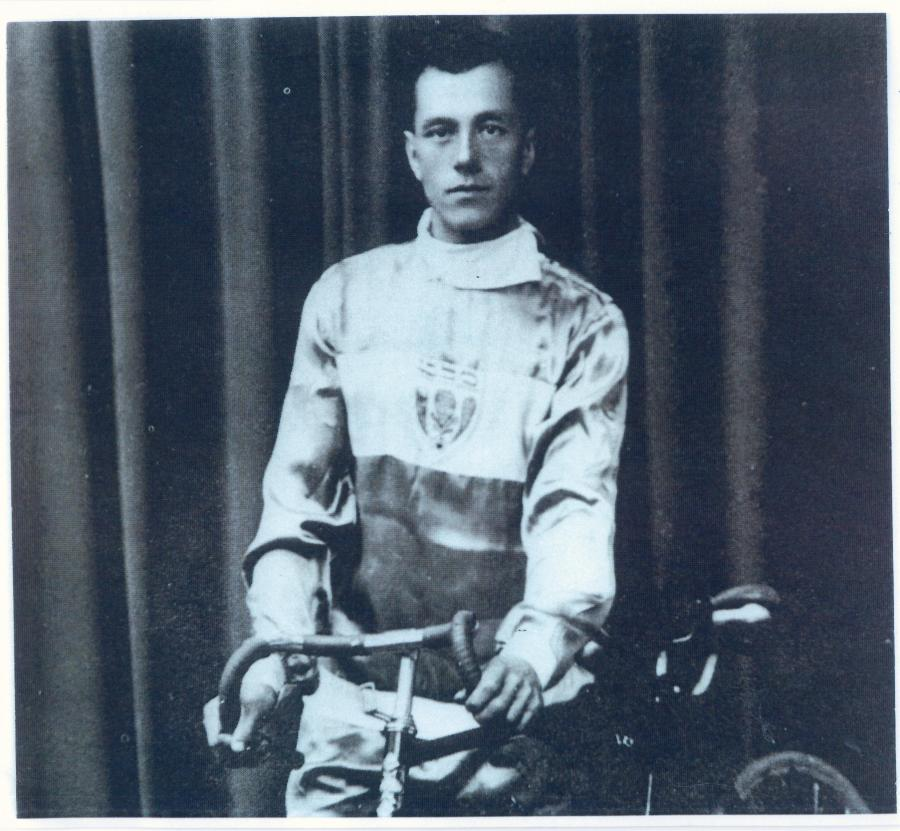
Isakas Anolikas.

Isakas Anolikas, född 1903 i Šiauliai, död (mördad) 1943 i Devintas Fortas i Kaunas, var en litauisk tävlingscyklist. År 1925 och 1926 vann han litauiska mästerskapet i landsvägscykling. Anolikas representerade Litauen i olympiska sommarspelen 1924 i Paris och i olympiska sommarspelen 1928 i Amsterdam. Anolikas, som var jude, mördades under Nazitysklands ockupation av Litauen.